# Zimrin
Zimrin (tiếng Ả Rập: زمرين; phiên âm: Zimrīn, cũng đánh vần Zamrin) là một ngôi làng ở miền nam Syria, một phần hành chính của quận al-Sanamayn của Tỉnh Daraa. Các địa phương lân cận bao gồm Qayta và al-Sanamayn ở phía đông, Samlin và Inkhil ở phía đông nam, Jasim ở phía nam, Nimer ở phía tây nam, al-Harra ở phía tây, Aqraba ở phía tây bắc và Kafr Shams ở phía đông bắc. Trong cuộc điều tra dân số năm 2004 của Cục Thống kê Trung ương (CBS), Zimrin có dân số 2.048 người.

## Lịch sử

### Thời đại Ottoman
Năm 1596, Zimrin xuất hiện trong sổ đăng ký thuế của Ottoman, nằm ở nahiya của Jaydur, một phần của Hauran Sanjak. Nó có một dân số hoàn toàn Hồi giáo bao gồm 16 hộ gia đình và 15 cử nhân. Họ đã trả mức thuế cố định 25% cho các sản phẩm nông nghiệp, bao gồm lúa mì, lúa mạch, vụ mùa hè, dê và tổ ong; ngoài các khoản thu thường xuyên; tổng cộng 2.750 akçe.
Năm 1897, nhà khảo cổ học người Đức Gottlieb Schumacher lưu ý rằng Zimrin có dân số 300 người sống trong 60 ngôi nhà và ngôi làng chứa đựng những tàn tích. Trong những năm trước, một số nông dân của Zimrin đã cùng với những người khác từ Jasim đến tái định cư ngôi làng al-Harra dưới chân đồi Tell al-Hara gần đó.